# Alice Delaunay
Pour les articles homonymes, voir Delaunay.
Alice Delaunay, née Sinturel le 3 février 1910 à Bellenaves (Allier) et morte le 12 mars 2003 à Bordeaux, est une enseignante et femme politique française.

## Biographie
Elle est déléguée à l'Assemblée consultative provisoire qui siège à Paris du 7 novembre 1944 au 3 août 1945. Devenue inspectrice générale de l'Éducation nationale, elle est pionnière dans l'introduction de l'apprentissage des langues étrangères par les enfants de l'école maternelle.
Elle est cofondatrice de la Croix-Marine (Fédération d'Aide à la Santé Mentale) et sa présidente à partir de janvier 1947.